# Anil Seepaul
Anil Seepaul (* 1. Dezember 1975) ist ein Badmintonspieler aus Trinidad und Tobago. 

## Karriere
Anil Seepaul nahm 1998, 2002 und 2006 an den Commonwealth Games teil. Bei allen drei Starts wurde er im Herreneinzel jeweils 33. 2005 konnte er sich für die Badminton-Weltmeisterschaft qualifizieren. 2007 startete er bei den Panamerikaspielen und belegte dort sowohl im Einzel als auch im Doppel Rang 17.